# قرارم

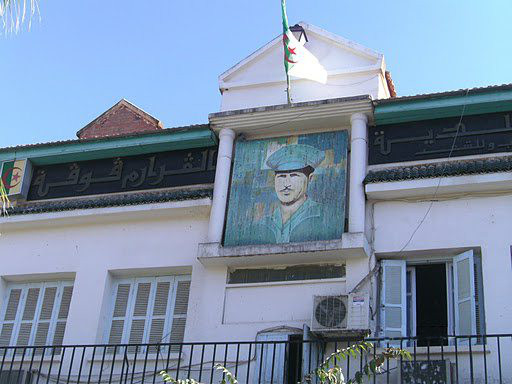
نمایی از ساختمان شورای شهر استان میله در الجزایر - ۲۰۱۴

قرارم (انگلیسی: Grarem) یکی از شهرداری‌های الجزایر، استان میله است. القرارم قوقه مرکز این شهرداری است و طبق سرشماری سال ۲۰۰۸ جمعیت آن بالغ بر ۲۸,۵۵۲ تن بود.